# Acadêmicos de Niterói
O Grêmio Recreativo Escola de Samba Acadêmicos de Niterói (ou simplesmente Acadêmicos de Niterói) é uma escola de samba brasileira da cidade de Niterói, que participa dos desfiles do Carnaval da cidade do Rio de Janeiro. A escola desfila no lugar da antiga Acadêmicos do Sossego, que cedeu sua vaga para a Acadêmicos de Niterói.

## História
O CNPJ da Acadêmicos de Niterói foi aberto oficialmente em 2018, tendo identificação distinta da Acadêmicos do Sossego. No dia 7 de setembro de 2022, foi anunciado que a Sossego cedeu os direitos de desfile para a Acadêmicos de Niterói, passando a estrear no carnaval carioca na Série Ouro, a segunda divisão do Rio de Janeiro. Já a Sossego retornou ao desfile local de Niterói.
- 2023: "O Carnaval da Vitória"

Com o anúncio da mudança, a escola começou a anunciar os seus segmentos. A presidência ficou a cargo de Hugo Júnior, que já presidia a Sossego. Demétrius Luiz assumiu a bateria, Danilo Cezar foi oficializado como intérprete oficial e o enredo anunciado foi "O Carnaval da Vitória", do carnavalesco André Rodrigues. O primeiro tema da nova escola abordou o ano de 1946, marcado pelo fim da Segunda Guerra Mundial e pelo restabelecimento do carnaval niteroiense. Em seu primeiro desfile, a escola se destacou pela parte plástica e pelo desempenho da bateria, mas ficou em desvantagem pelo canto irregular. A escola terminou a apuração em quinto lugar.
- 2024: "Catopês - Um Céu de Fitas"

Depois de estrear no carnaval carioca, a Acadêmicos de Niterói anunciou mudanças na equipe, como as contratações do intérprete Guto e do carnavalesco Tiago Martins, e divulgou o enredo para 2024 sobre a festa de Catopês, exaltando a cultura da cidade de Montes Claros, em Minas Gerais. Pouco antes do lançamento de seu samba-enredo, a escola fez mudanças em seus quadros: o intérprete Tuninho Jr foi contratado para substituir Guto, que ficou na agremiação por poucos meses, enquanto o casal de mestre-sala e porta-bandeira João Oliveira e Duda Martins foi dispensado, sendo substituído pelos irmãos Vinícius e Jack Pessanha. No julgamento oficial do carnaval da Série Ouro, a Niterói se classificou em oitavo lugar. A Ala de Baianas foi premiada com o Troféu Explosão in Samba. Após o desfile, a escola anunciou o desligamento do intérprete Tuninho Jr. Posteriormente, Hugo Júnior deixou a presidência da escola para assumir a LIGA-RJ.
- 2025: "Vixe Maria"

Após a saída de Hugo Júnior, Wallace Palhares foi eleito por aclamação para a presidência da escola. Para o carnaval de 2025, a escola contratou o intérprete Nêgo e anunciou Amanda Palhares para a direção de carnaval. O enredo escolhido para 2025 foi "Vixe Maria", sobre a história das Festas Juninas. Aos seis anos de existência, a Acadêmicos de Niterói conquistou o título da Série Ouro, sendo promovida ao Grupo Especial carioca pela primeira vez em sua história. Diante disso, a acadêmicos de Niterói se tornaria a escola de samba mais jovem a desfilar na grande elite do carnaval carioca. Dos 270 pontos possíveis, a escola conquistou 269.5, perdendo um décimo no quesito Harmonia e dois décimos nos quesitos Evolução e Mestre-Sala e Porta-Bandeira. Após o desfile, a escola desligou o intérprete Nêgo, o diretor de bateria Demétrius e o casal de mestre-sala e porta-bandeira Vinícius Pessanha e Jack Pessanha.
- 2026: "Do alto do mulungu surge a esperança: Lula, o operário do Brasil"

Para o carnaval de 2026, ano de sua estreia no Grupo Especial, a Acadêmicos de Niterói reformula sua equipe contratando o intérprete Emerson Dias, o casal de mestre-sala e porta-bandeira Emanuel Lima e Thainara Matias, os coreógrafos Marlon Cruz e Handerson Big e o diretor de harmonia Marcelinho Emoção, que assume a função ao lado de Renato Kort e Fernando Honorato. Hamilton Junior, Saulo Tinoco e Ricardo Simpatia assumiram a direção de carnaval. Vitinho foi anunciado como novo diretor de bateria, mas deixou a agremiação após ser contratado pela Portela, sendo substituído por Branco Ribeiro, egresso da Botafogo Samba Clube. Em 9 de julho de 2025, a escola confirmou que o então presidente da república Luiz Inácio Lula da Silva será tema do enredo para o carnaval de 2026, com o título "Do alto do mulungu surge a esperança: Lula, o operário do Brasil".

## Carnavais
| Acadêmicos de Niterói | Acadêmicos de Niterói | Acadêmicos de Niterói        | Acadêmicos de Niterói | Acadêmicos de Niterói | Acadêmicos de Niterói |
| Ano                   | Colocação             | Divisão                      | Enredo | Carnavalesco          | Ref.                  |
| --------------------- | --------------------- | ---------------------------- | --- | --------------------- | --------------------- |
| 2023                  | 5.º Lugar             | Série Ouro (segunda divisão) | "O Carnaval da Vitória" (Compositores do samba: Marcelo Adnet, Tem-Tem Jr., Júnior Fionda, Anderson Lemos, Diego Nogueira, Fábio Barbosa, James Bernardes, Thiago Oliveira, Marcus Lopes e Ronie Oliveira) | André Rodrigues       | [ 20 ]                |
| 2024                  | 8.º Lugar             | Série Ouro (segunda divisão) | "Catopês - Um Céu de Fitas" (Compositores do samba: Junior Fionda, Tem-Tem Jr., Júlio Pagé, Rod Torres, Marcelinho Santos, JB Oliveira, Marcus Lopes, Gilson Silva, Edu Casa Leme e Richard Valença)       | Tiago Martins         | [ 21 ]                |
| 2025                  | Campeã                | Série Ouro (segunda divisão) | "Vixe Maria" (Compositores do samba: Totonho, Julio Pagé, Osmar Fernandes, Gabriel Machado, Mano Gaspar, Marcelinho Santos, Romeu d’Malandro, Edu Casa Leme, Soares do Cavaco e Flavinho Avellar)          | Tiago Martins         | [ 22 ] [ 23 ]         |
| 2026                  |                       | Grupo Especial               | "Do alto do mulungu surge a esperança: Lula, o operário do Brasil" | Tiago Martins         | [ 24 ]                |

## Títulos
| Divisão         | Títulos | Carnavais |
| Segunda Divisão | 1       | 2025      |

## Premiações
Prêmios recebidos pelo GRES Acadêmicos de Niterói
| Ano  | Prêmio                   | Categoria / premiados | Divisão    | Ref.   |
| ---- | ------------------------ | --------------------- | ---------- | ------ |
| 2024 | Troféu Explosão in Samba | Ala de Baianas        | Série Ouro |        |
| 2025 | Troféu Explosão in Samba | Melhor Escola         | Série Ouro | [ 25 ] |
| 2025 | Troféu Explosão in Samba | Melhor Harmonia       | Série Ouro | [ 25 ] |

## Segmentos

### Presidentes
| Presidentes      | Período       | Ref.   |
| ---------------- | ------------- | ------ |
| Hugo Júnior      | 2022-2024     | [ 2 ]  |
| Wallace Palhares | 2024-presente | [ 26 ] |

### Intérpretes
| Intérpretes  | Carnavais | Ref.   |
| ------------ | --------- | ------ |
| Danilo Cezar | 2023      | [ 27 ] |
| Tuninho Jr   | 2024      |        |
| Nêgo         | 2025      |        |
| Emerson Dias | 2026-     | [ 28 ] |

### Comissão de Frente
| Coreógrafos(as)             | Carnavais | Ref.   |
| --------------------------- | --------- | ------ |
| Carlos Fontinelle           | 2023      |        |
| Fábio Batista               | 2024-2025 |        |
| Marlon Cruz e Handerson Big | 2026-     | [ 29 ] |

### Mestre-sala e Porta-bandeira

#### Primeiro casal
| Primeiro casal                    | Carnavais     | Ref.   |
| --------------------------------- | ------------- | ------ |
| Fabrício Pires e Giovanna Justo   | 2023          |        |
| Vinícius Pessanha e Jack Pessanha | 2024-2025     | [ 30 ] |
| Emanuel Lima e Thainara Matias    | 2025-presente |        |

### Bateria

#### Mestres
| Diretores de Bateria  | Carnavais     | Ref. |
| --------------------- | ------------- | ---- |
| Demétrius Luiz        | 2023-2025     |      |
| Mestre Branco Ribeiro | 2026-presente |      |

#### Corte da Bateria
| Carnavais     | Rainha da Bateria | Rei da Bateria  | Ref    |
| ------------- | ----------------- | --------------- | ------ |
| 2023          |                   | Juarez Souza    |        |
| 2024          | Heather Anchieta  | Jorge Amarelloh |        |
| 2025          | Monique Rizzeto   |                 | [ 31 ] |
| 2026-presente | Vanessa Rangeli   |                 | [ 32 ] |

### Direção de Carnaval
| Diretores de Carnaval                            | Carnavais     | Ref. |
| ------------------------------------------------ | ------------- | ---- |
| Ygor Silva e Luiz Martins                        | 2023-2024     |      |
| Amanda Palhares                                  | 2025          |      |
| Hamilton Junior, Saulo Tinoco e Ricardo Simpatia | 2026-presente |      |

### Direção de Harmonia
| Diretores de Harmonia                              | Carnavais     | Ref. |
| -------------------------------------------------- | ------------- | ---- |
| Carolina Ribeiro                                   | 2023          |      |
| Eddie Murphy e Luciana Corrêa                      | 2024          |      |
| Renato Kort e Fernando Honorato                    | 2025          |      |
| Marcelinho Emoção, Renato Kort e Fernando Honorato | 2026-presente |      |